# Сент Китс
Сент Китс (енгл. Saint Kitts) је острво у архипелагу Малих Антила у Карибима. Познато је и по свом старом имену Свети Кристофер (Saint Christopher).
Сент Китс заједно са острвом Невис чини федералну државу Сент Китс и Невис.

## Географија
Острво је удаљено 13 километара од острва Свети Еустахије. Острво Невис је 3 километра јужније. За време последњег леденог доба ниво мора је био нижи око 60 метара и тада су Сент Китс, Невис, Свети Еустахије и Саба сачињавали јединствено острво. На истоку је острвска држава Антигва и Барбуда.
Површина острва је 169 км² (максималне димензије 30 x 10 км).
На Сент Китсу постоје три вулканска планинска ланца. Највиша тачка је угашени вулкан висине 1.156 метара (Маунт Лиамуига).
Главни град острва и државе Сент Китс и Невис је град Бастер (Basseterre).

## Становништво
На острву живи око 39.000 људи, од којих су већина потомци афричких робова. Главни језик је енглески. Становници острва себе зову Китијанс (Kittians).

## Историја
Острво су око 1300. населили Кариби. Кристифор Колумбо је 1493. открио острво за Европљане. Енглези су овде подигли прву тврђаву 1623, док су то Французи учинили 1625. Локални Кариби су планирали напад на Европљане 1626, али су откривени и претворени у робове.
Током 17. и 18. века Енглези и Французи су се смењивали као владари Сент Китса. Ту су саграђене тврђаве Бримстон Хил (Brimstone Hill, данас на листи светске баштине) и Форт Чарлс (Fort Charles). Острво је коначно припало Великој Британији по одредбама Париског уговора 1783.
Сент Китс, Невис и Ангвила су 1882. уједињени у јединствену колонију, која је 1967. стекла потпуну унутрашњу аутономију. Ангвила се одвојила 1971, док су Сент Китс и Невис стекли независност 1983.